# Podolasia ferruginea
Podolasia ferruginea är en skalbaggsart som beskrevs av Leconte 1856. Podolasia ferruginea ingår i släktet Podolasia och familjen Melolonthidae. Inga underarter finns listade i Catalogue of Life.